# Авалі
Авалі — нафтогазове родовище в Бахрейні, одне з найбільших у світі. Входить до комплексу родовищ Перської затоки.

## Історія
Відкрито в 1932 р., розробляється з 1933 р.

## Характеристика
Початкові запаси нафти 136 млн т, газу — 530 млрд м3. Пов'язане з брахіантиклінальною складкою розміром 8х22 км, виникнення якої обумовлене соляною тектонікою. Поклади пластові склепінчасті. Нафтоносні карбонатні породи верхнього та нижнього крейдяного періоду та верхньої юри. Газові поклади пов'язані з вапняками верхньої юри та пермі. Глибина залягання продуктивних горизонтів 0,6-3,5 км. Колектори ґранулярні, порово-тріщинні. Основний видобуток нафти ведеться з нижньокрейдяних відкладів, газу — з пермських. Початковий пластовий тиск 13,5 МПа, густина нафти 845—850 кг/мюр3, S — 2 %.

## Технологія розробки
Експлуатуються 117 фонтануючих та 125 насосно-компресорних свердловин, річний видобуток нафти — близько 2,5 млн т. Газ сухий, метановий, вміщає близько 20 % інертних газів і СО2. Річний видобуток газу — близько 5 млрд м3.
Споживання видобутого на Авалі газу спершу організували на алюмінієвому заводі компанії ALBA, який став до ладу в 1971-му (станом на початок 2020-х років потужність заводської ТЕС перевалила за 3 ГВт). У 1985 році новим великим споживачем стало виробництво метанолу та аміаку компанії GPIC. Стале зростання попиту на блакитне паливо забезпечує електроенергетика, де спорудили ТЕС Ріффа (1978 – 1984), ТЕС Ал-Хідд (1999 – 2004), ТЕС Ал-Еззел (2006), ТЕС Ал-Дур I (2012).